# Schwinzer Hellberg-Tongrube
Koordinaten: 53° 36′ 56,8″ N, 12° 6′ 44,6″ O

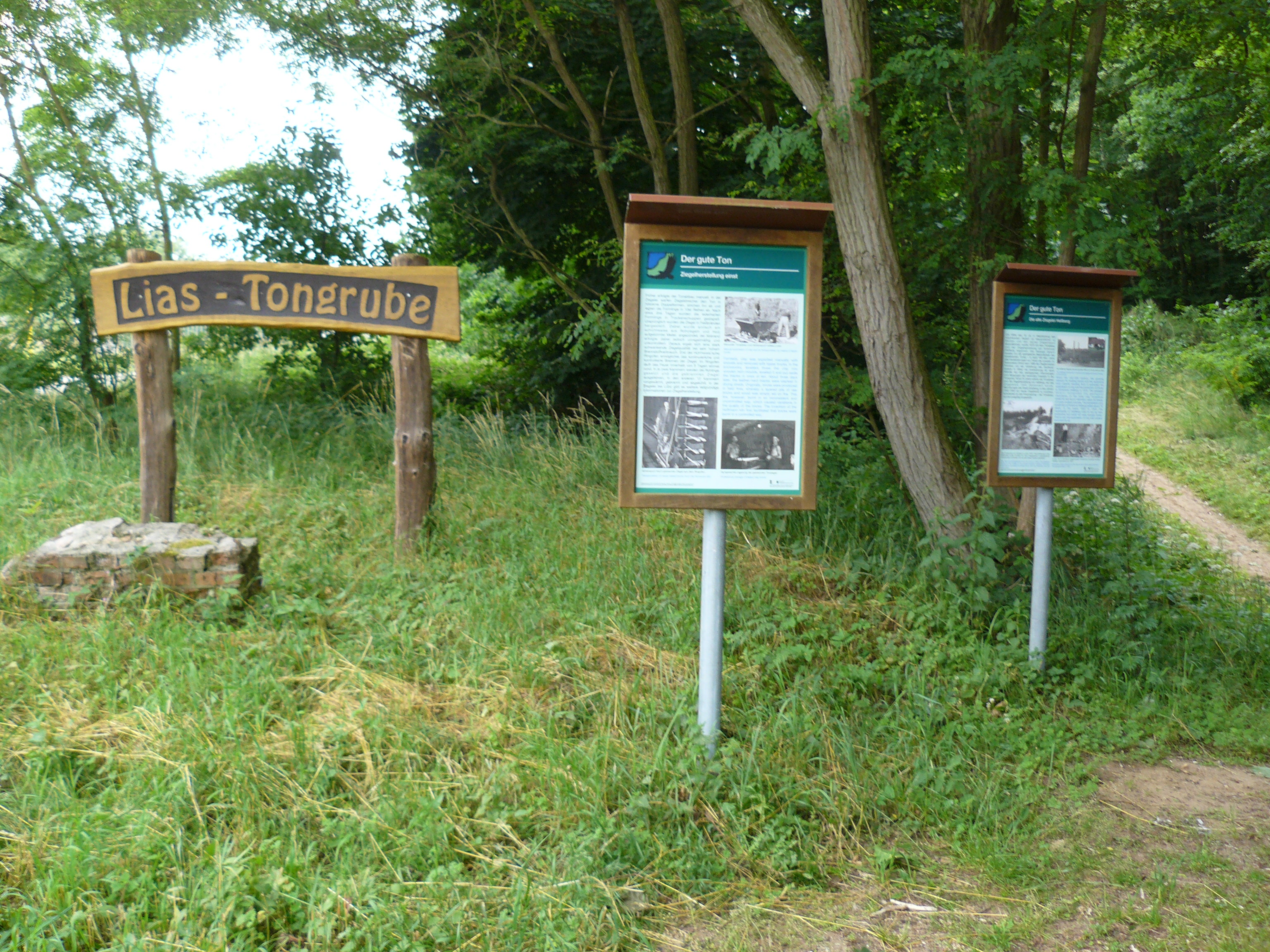
Zugang zum Lehrpfad der Schwinzer Hellberg-Tongrube

Die Schwinzer Hellberg-Tongrube, die mitunter auch als Lias-Tongrube Dobbertin bezeichnet wird, liegt im westlichen Mecklenburg-Vorpommern im Norden des Gemeindegebietes Goldberg und im Naturpark Nossentiner/Schwinzer Heide. Das Gelände befindet sich in der Nähe der Siedlung Schwinzer Ziegelei rechts der Straße von Dobbertin nach Krakow am See, direkt gegenüber der Abzweigung nach Kleesten, östlich des Dobbertiner Sees und nördlich des Goldberger Sees.

## Geologie
Der in der Grube vorkommende Ton stammt aus dem Unteren Jura (Lias). Die etwa 185 Millionen Jahre alten Sedimente enthalten fossilführende Gesteinsknollen (Geoden) aus dem Posidonienschiefer, mit deren Hilfe der Geologe Eugen Geinitz das Alter der Ablagerungen bereits im Jahre 1879 zutreffend bestimmte. Neben Ammoniten, Schmelzschuppern und Ichthyosaurier wurden im Ton auch Insekten gefunden. Mit mehreren hundert Insektenarten aus 21 Insektenordnungen gehört der Dobbertiner Ton zu den herausragenden Fundstellen mesozoischer Insekten.
Das Vorkommen liegt inmitten einer eiszeitlich geprägten Landschaft. Weichselzeitliche Gletscher stießen vor etwa 20.000 Jahren in dieses Gebiet vor und schabten die hier oberflächlich lagernden Gesteinsschichten ab. Dabei wurde auch Material erfasst, dass über der Spitze eines nahe gelegenen Salzdiapirs lag, der Lias-Ton. Das Material wurde einige Kilometer verfrachtet und an der Nordflanke des Hellbergs abgelagert, an der später die Tongrube entstand. Beim Transport vermengte sich der Ton mit eiszeitlichem Sand.

## Geschichte
Im Jahre 1873 wurde damit begonnen, Ton für die Ziegelherstellung abzubauen. Das Ziegelwerk wurde nach dem Ende des Zweiten Weltkrieges demontiert. In den Jahren 1952/1953 wurde der vergebliche Versuch unternommen, ein neues Ziegelwerk zu errichten.
Im Jahre 2006 wurde ein 700 Meter langer Lehrpfad im Gelände der einstigen Tongrube eingerichtet. Der Pfad ist mit Informationstafeln gesäumt, die über die geologische Situation und die Geschichte des Tonabbaus und der Ziegelherstellung informieren.

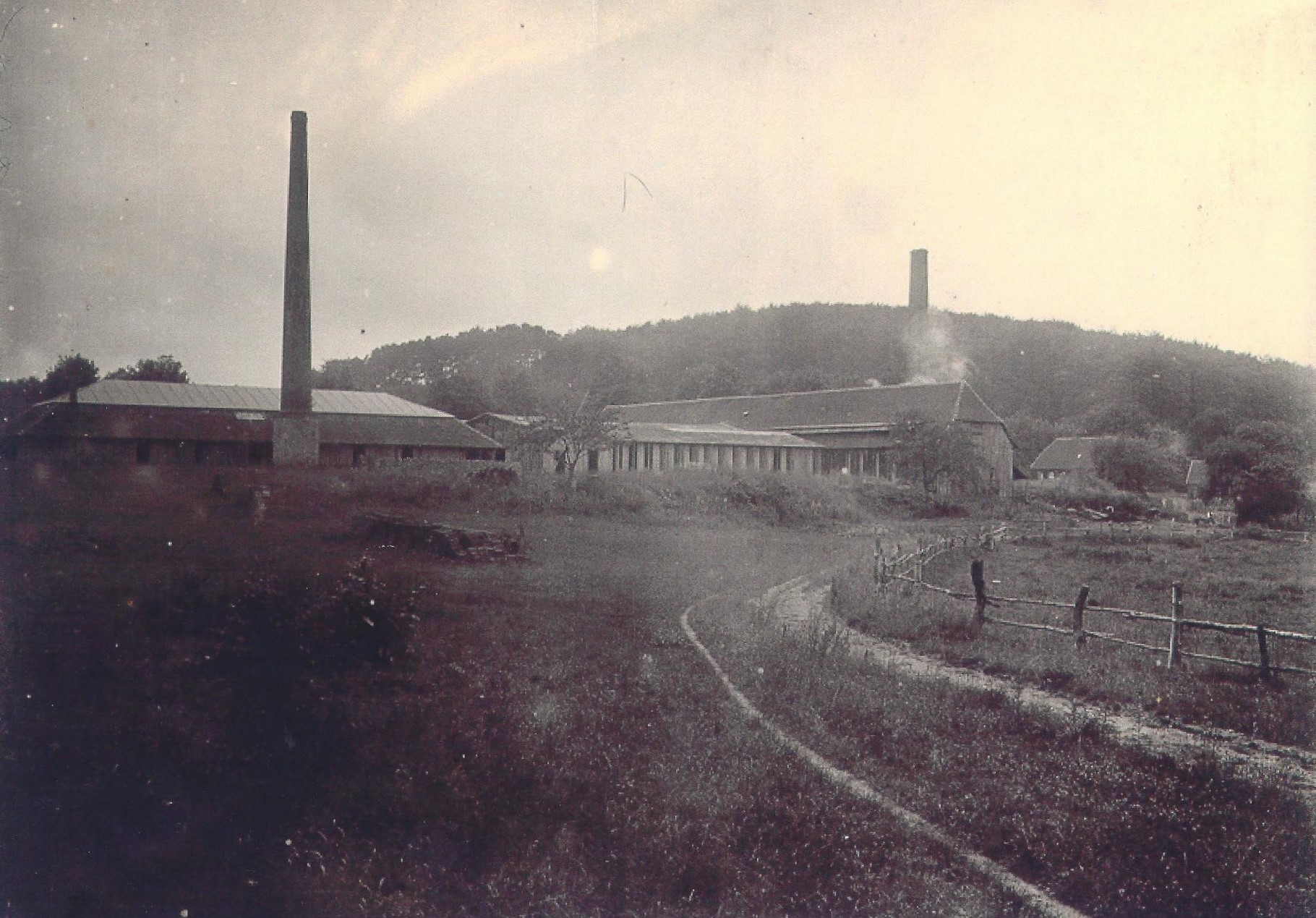
Ziegelei am Hellberg
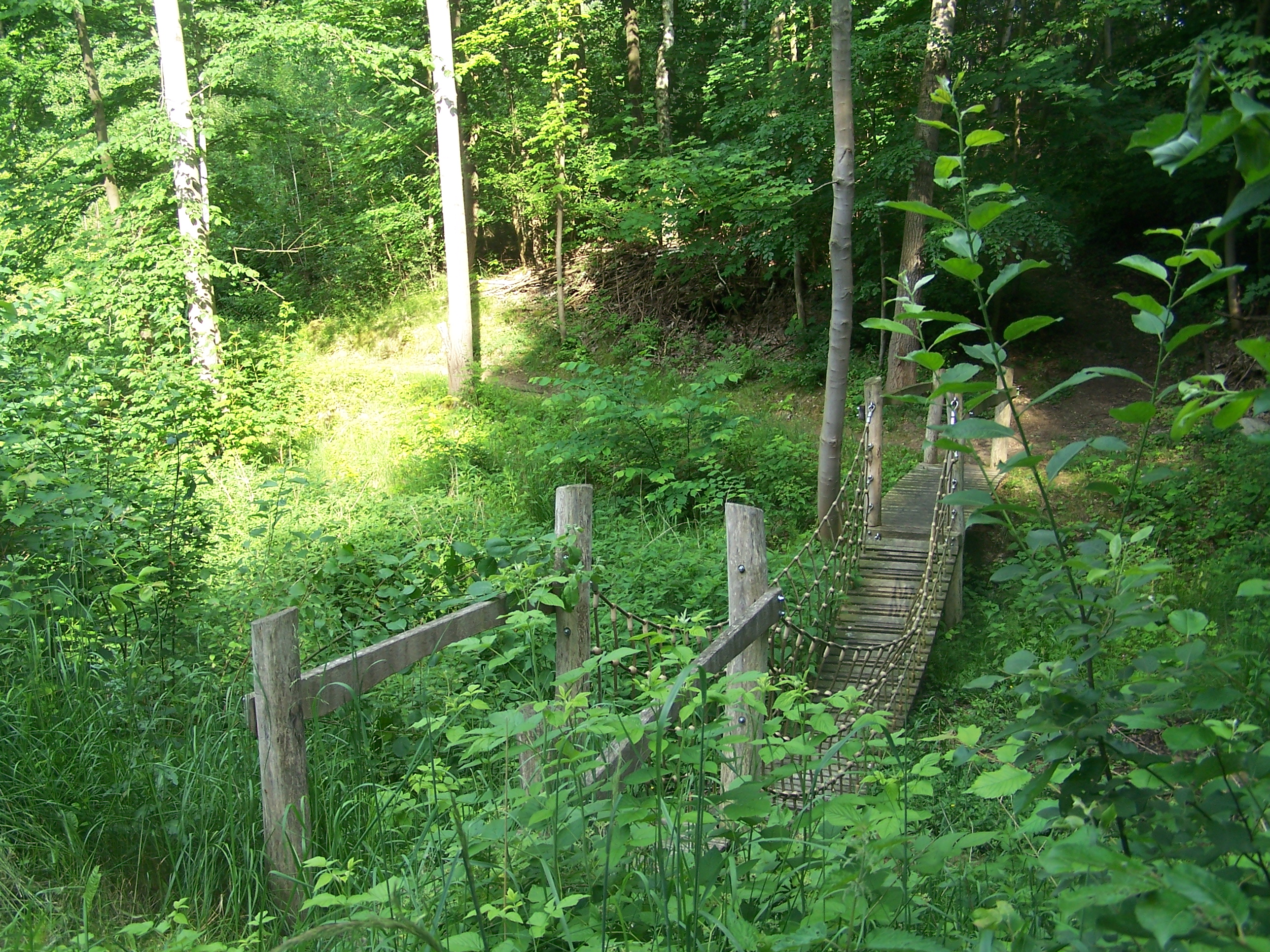
Hängebrücke auf dem Lehrpfad
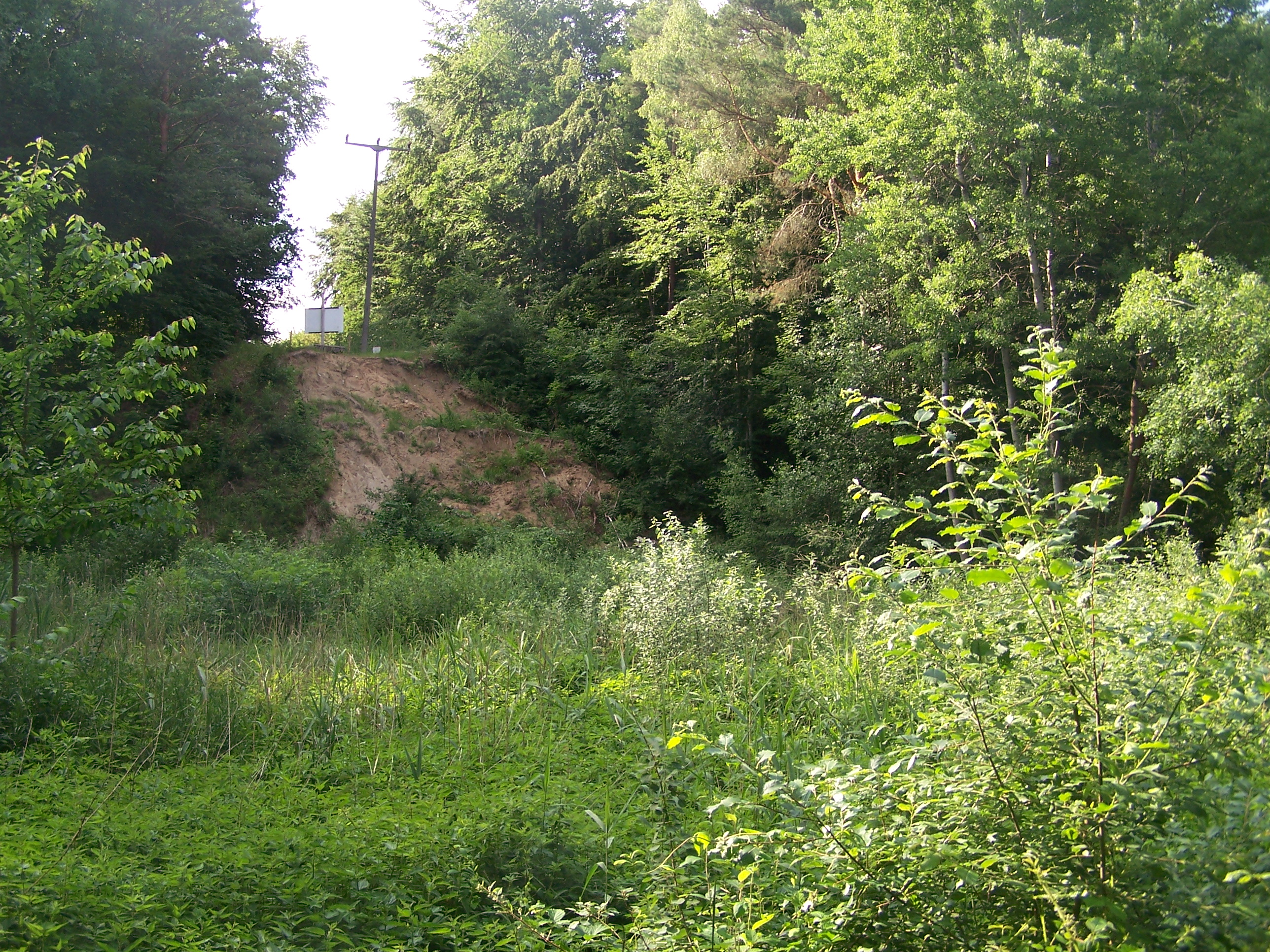
Ein Erdrutsch machte die teilweise Verlegung des Lehrpfades notwendig